# Michiel van Pinxteren
Michiel van Pinxteren (Nijmegen, 1 juli 1961) is een Nederlandse beeldhouwer uit Ravenstein.
Michiel van Pinxteren is de zoon van beeldhouwer Ben van Pinxteren. Zijn opleiding kreeg hij aan de Wackers Academie in Amsterdam.
Na zijn opleiding woonde hij in 's Graveland en werkte in een restauratiesteenhouwerij. Later verhuisde hij naar Nijmegen waar zijn atelier staat op het voormalige Honigcomplex. Zijn werken zijn door particulieren aangekocht maar staan ook in de openbare ruimte.
Regelmatig zijn er restauratieopdrachten van de gemeente Nijmegen. Zo restaureerde hij het Monument voor gevallen sportlieden en was hij in 2014 verantwoordelijk voor het bronzen afgietsel van het oorlogsbeeld van de knielende soldaat met gewonde kameraad op Plein 1944. Het ambachtelijke van zijn beroep uit zich door de keuze van zijn materialen: hout, brons en steen.

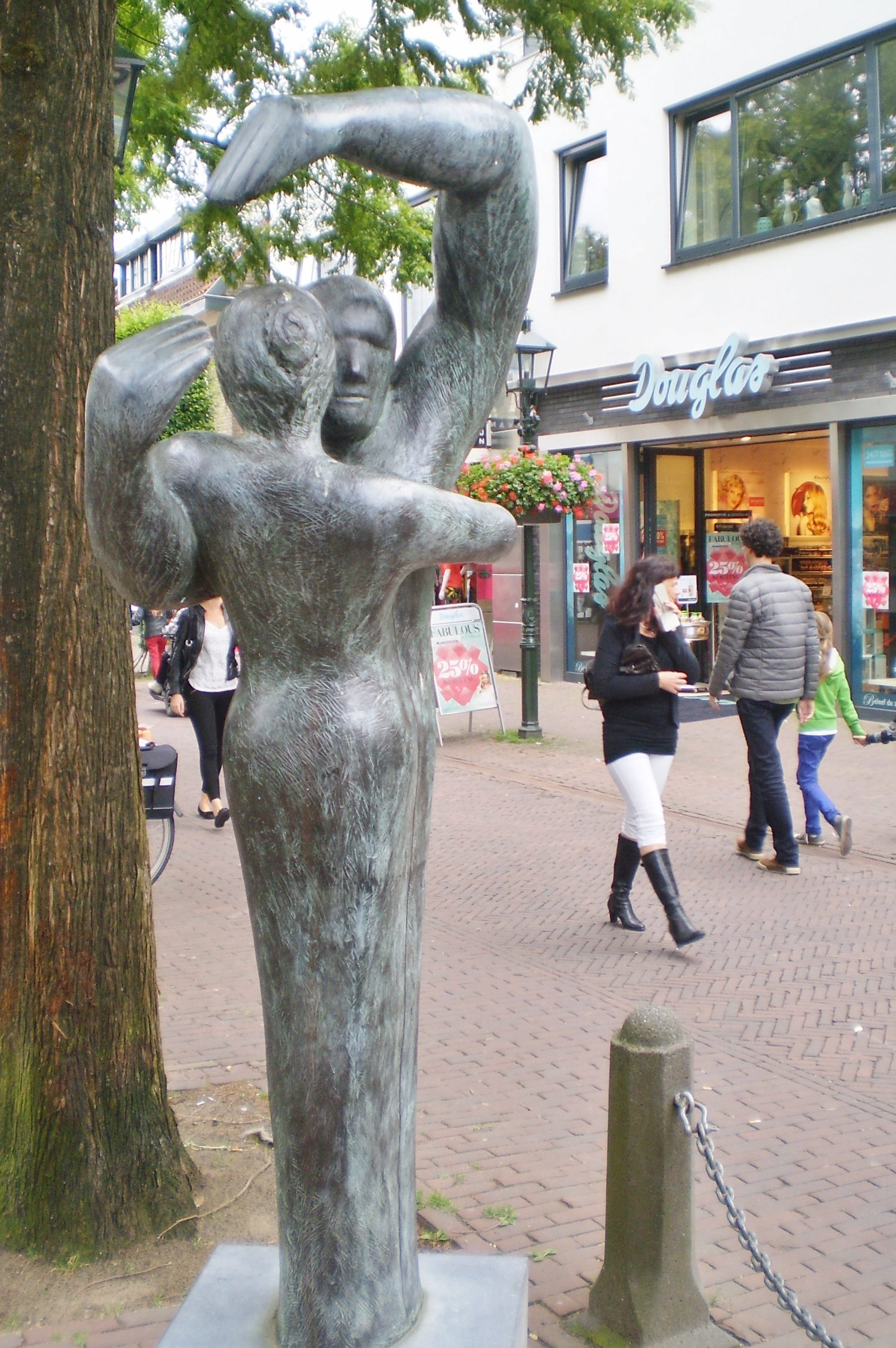
De Omhelzing

## Werk (selectie)
Werken in de openbare ruimte zijn:
- 2000 - De Omhelzing, Laanstraat in Baarn
- 2000 - Ilse Wesselprijs - grote versie op het terrein van de Wereldomroep in Hilversum, Witte Kruislaan 55; prijs in voor jong talent, in opdracht van de Wereldomroep
- 1995 - Graf van kunstenaar Flip Hamers - Kortenhoefsedijk 168 Kortenhoef[4]
- 1994 - De Baadster, Roerdompstraat in Landsmeer[5]

## Exposities (selectie)
- Delfi Form - Zwolle (2017)
- De Lindenberg - Nijmegen (2011)
- McSorley - ’s-Graveland (2010)
- beeldentuin Interart - Heeswijk-Dinther (2007)
- Keukenhof 50 jaar - Lisse (1999)
- Vlierhove - Blaricum (1996)

- Gemeinsame Normdatei: 1118762401
- RKD-Nederlands Instituut voor Kunstgeschiedenis: 99429
- Virtual International Authority File: 37147904984279091022